# Урняк (Альшеєвський район)
Урня́к (рос. Урняк, башк. Үрнәк) — село у складі Альшеєвського району Башкортостану, Росія. Входить до складу Казанської сільської ради.
Населення — 149 осіб (2010; 210 в 2002).
Національний склад:
- башкири — 54 %
- татари — 45 %

## Відомі уродженці
- Абдрахманов Ханіф Хазігалієвич (1925—1999) — учасник Другої світової війни, повний кавалер ордена Слави.